# Green Heaven

Green Heaven est une chanson des Red Hot Chili Peppers présente sur leur album du même nom, Red Hot Chili Peppers.
Cette chanson aux paroles très provocatrices, est très certainement la plus engagée des Red Hot, critiquant directement la police, la politique, la religion et le Ku Klux Klan.
Elle est organisée d'une façon spéciale, en 3 couplets et sans refrain distinct, le premier et le troisième couplet sont les mêmes rythmiquement et musicalement, et parlent au niveau des paroles de la même chose, c'est-à-dire d'une critique du système américain et plus précisément de la police (pour le troisième) se comportant de façon raciste. Le second couplet change complètement de registre musical et parolier, il passe d'une tonalité mineure à une tonalité majeure, et fait intervenir des paroles beaucoup plus positives et optimistes, parlant des dauphins et de leur existence parfaite, loin de toute la haine humaine.